# Улица 250-летия Челябинска
У́лица 250-ле́тия Челя́бинска (улица 250 лет Челябинску) — улица на северо-западе Челябинска. Проходит перпендикулярно через улицу Чичерина, связывает улицы 40 лет Победы и Салавата Юлаева. Продолжением этой улицы к западу является улица Татищева. Протяжённость — 3,7 км. Улица была создана в 1986 году, когда началась застройка близлежащей территории. Название получила в честь 250-летия Челябинска, отмечавшегося в тот момент. Проезжие части улицы по три полосы в каждую сторону. На улице находятся 32 жилых дома, 3 административных здания, 6 детских садиков, 2 школы и ледовая арена «Трактор».

## История
Улица появилась в 1986 году, когда началась застройка близлежащих территорий панельными десятиэтажными жилыми домами. Тогда улицу назвали в честь 250-летия города.
В 2008 году улица была реконструирована и расширена.

Табличка на стене дома № 14 о названии улицы.

## Транспорт
На улице расположены три автобусные остановки — «Ледовая арена Трактор», «Улица 250-летия Челябинска» и «Улица 40 лет Победы», проходит 1 автобусный маршрут (№ 64, один из самых востребованных в городе) и около 30 маршрутов такси. По проспекту Победы, расположенном параллельно улице 250-летия Челябинску на расстоянии около 650 метров, проходят троллейбусные и трамвайные маршруты.

## Объекты улицы
На улице располагается важный спортивный объект — ледовая арена «Трактор». Ледовая арена была открыта 17 января 2009 года. В связи с открытием арены появилась новая проблема — нехватка парковочных мест. Было решено использовать улицу во время крупных мероприятий, как парковку.
В основном на улице располагаются десятиэтажные панельные дома 80-х годов.
Напротив домов №№ 75 и 77 улицы в лесном массиве находится место массового захоронение людей 1930-1940-х годов — Золотая гора с одноимённым мемориальным комплексом.

## Аварии и происшествия
- 9 ноября 2004 года в доме 21 была обезврежена крупная бомба, мощностью 1 кг в тротиловом эквиваленте. По версии следствия, готовился теракт[10][11][12].
- 1 июля 2007 года на перекрёстке улиц 40 лет Победы и 250-летия Челябинска случилось ДТП. Lexus и Sedan врезались друг в друга, в результате Lexus кувырком перелетел и наскочил на ограждения перед пешеходным переходом. Есть погибшие[13].
- 16 марта 2011 года в магазине по адресу ул. 250-летия Челябинска, 11 обрушилась крыша. Это случилось из-за несвоевременной уборки снега с крыши[14][15].

- Улицу 250-летия Челябинска в народе прозвали Двойняшковой. Связано это с тем, что по улице живёт много двойняшек. По данным на 2008 год, проживало 20 двойняшек, прописанных по улице. В год рождается 6—7 пар[16].
- Очень часто встречается путаница с выбором правильного названия улицы: «250-летия Челябинска» или «250 лет Челябинску». Ни первый, ни второй вариант не запрещены. Однако правильным является вариант «Улица 250 лет Челябинску», точно также, как прописано в кадастровых документах [17]. По сведениям Росреестра на 2022 год и регистрационным документам в ГИС ЖКХ улица все-таки носит название "250-летия Челябинска", предположительно правильно должна звучать улица в честь: "Двухсот пятидесяти летия Челябинска".

## Галерея

Вид на улицу в сторону запада
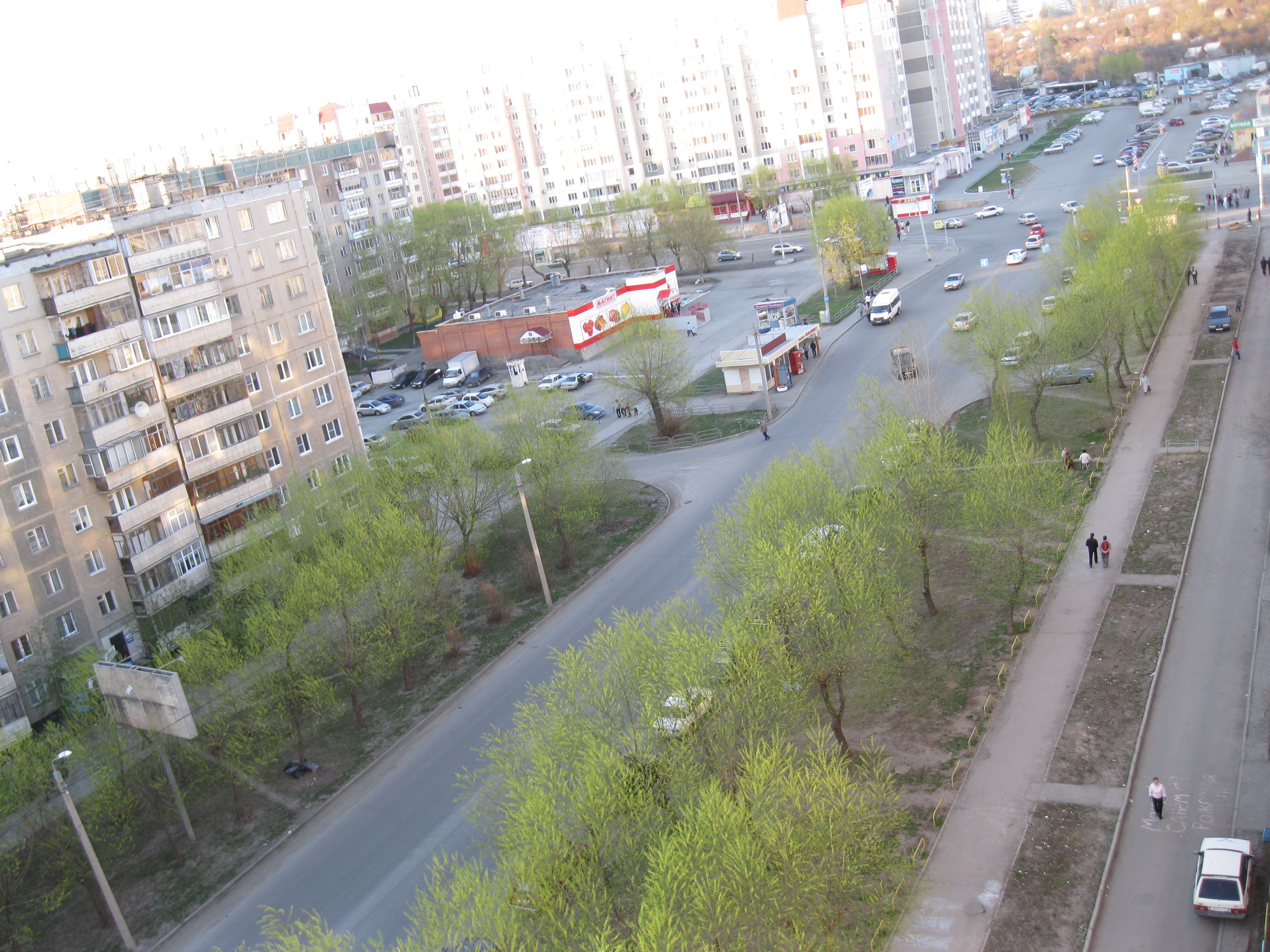
Вид на улицу в сторону востока